# Vryses

Vrýses, Vrýsses, ou Vrisses (en grec: Βρύσες ou Βρύσσες) est une ville de Crète, en Grèce. Elle se situe dans la région de l'Apokóronas, à mi-chemin entre La Canée (30 km à l'ouest) et Rethymnon (30 km à l'est).
Vrýses fait partie du Nome de La Canée et compte 848 habitants. La ville tire son charme de la rivière qui y passe, qui bordée de hauts platanes, permet à la ville d'avoir une certaine fraîcheur y compris l'été. Vryses est également réputée pour ses yaourts au miel.

## Histoire
Le 27 novembre 1895 (calendrier julien), un premier affrontement prélude à la révolte crétoise a lieu à Vryses, entre des Crétois membres du « Comité de transition » et 3 000 hommes des troupes ottomanes commandées par Tayyar Pacha. La bataille dure toute la journée. Les Grecs obligent les Turcs à se replier après avoir perdu 200 hommes2. Finalement, les forces turques ne parviennent pas à mettre la main sur les membres de l'assemblée.